# Бернет-Кемперс, Карел Филиппус
Карел Филиппус Бернет-Кемперс (нидерл. Karel Philippus Bernet Kempers; 20 сентября 1897 — 30 сентября 1974) — нидерландский музыковед.
Изучал в Амстердаме теорию музыки и композицию у Бернарда Зверса, историю музыки у Симона ван Миллигена, а также фортепиано у Гонды ван Дам. В 1922 г. отправился для продолжения музыковедческого образования в Мюнхен к Адольфу Зандбергеру, в 1926 г. защитил в Мюнхенском университете диссертацию «Якоб Клеменс-не-Папа и его мотеты» (нем. Jacobus Clemens non Papa und seine Motetten), двумя годами позже изданную в Аугсбурге как монография. Продолжал заниматься творчеством Клеменса до конца жизни, выпустив с 1951 г. полное собрание его сочинений в 20 томах (21-й заключительный вышел после его смерти).
Преподавал историю музыки в Гаагской консерватории (1929—1949), Амстердамской консерватории (1934—1953) и Амстердамском университете (1929—1968, с 1953 г. профессор), став первым преподавателем музыковедения на штатной должности в нидерландском университете. В 1932 г. опубликовал первый нидерландский учебник истории музыки (нидерл. Muziekgeschiedenis; 6-е издание 1965). Среди книг Бернет-Кемперса — обзор «Итальянская опера, её происхождение и развитие от Пери до Пуччини» (нидерл. De italiaansche opera, haar ontstaan en ontwikkeling van Peri tot Puccini; 1929), книга о Франце Шуберте (1938), «Введение в оперу Виллема Пейпера „Халевейн“» (нидерл. Inleiding tot de opera Halewijn van Willem Pijper; 1948) и др.